# アンガラー (レーダー)
MR-310「アンガラー」（ロシア語: МР-310 «Ангара»、英: MR-310 "Angara"）は、ソビエト連邦で開発された捜索レーダー。ソ連海軍において、艦載用の対空捜索レーダーとして装備化された。NATOコードネームはヘッド・ネット（英: Head Net）。
初期型のMR-310「アンガラーA」（МР-310 «Ангара-А»; NATO名「ヘッド・ネットA」）は、横長のパラボラアンテナを1基のみ備える2次元式の捜索レーダーであり、1957年に登場した。
その後、1963年に登場したMR-310U「アンガラーM」（МР-310У «Ангара-М»; NATO名「ヘッド・ネットC」）は、MR-310をもとにして、その背面に30度傾けてもう1つのアンテナを設置するというバック・トゥ・バック配置を採用した。これによって、2つのアンテナによる探知の方位角の差をもとに目標高度を算出することで、擬似的に3次元レーダーとしての運用が可能となっている。ただしビーム走査によって高角測定を行う電子走査式の3次元レーダーと比べると、性能的には劣るものであった。
1970年代半ば以降は新型のフレガートが搭載されるようになったことから、搭載艦の退役とともに、本機の運用は順次に終了しつつある。

## 搭載艦艇
1等艦（巡洋艦）
- 58型ミサイル巡洋艦（キンダ型）
- 1134型ミサイル巡洋艦（クレスタ-I型）
- 1134A型大型対潜艦（クレスタ-II型）
- 1134B型大型対潜艦（カーラ型）
- 1123型対潜巡洋艦（モスクワ級）

2等艦（駆逐艦・フリゲート）
- 57A型大型対潜艦（カニン型）
- 61型大型対潜艦（カシン型）
  - 61-ME型（ラージプート級）
- 1135型警備艦（クリヴァク-I型）
- 1135M型警備艦（クリヴァク-II型）

補助艦
- マーシャル・ネデリン級ミサイル追跡艦「マーシャル・ネデリン」